# Курбатов Іван Петрович
Іва́н Петро́вич Курба́тов (1919—1941) — лейтенант РА, учасник нацистсько-радянської війни, Герой РФ (посмертно).

## Життєпис
Народився 1919 року на станції Микитівка (в сучасності — Микитівський район Горлівки). Закінчив мінометне училище.
З перших днів нацистсько-радянської війни перебував на фронті, командир мінометного батальйону 20-го мінометного полку 23-ї армії Північного фронту. Брав участь у боях на Карельському перешийку.
6 серпня 1941 року поблизу села Нотки Іван Курбатов збирає підрозділ із залишків розрізнених груп бійців та командирів розбитих частин, організовує оборону та понад 7 годин утримував позиції. Ціною великих втрат німецько-фінські підрозділи зуміли оточити червоноармійців. Курбатов очолив залишки сил та здійснив прорив, сам лишився прикривати відхід. Коли у нього закінчилися патрони, Курбатов підірвав автомобіль з мінами, при цьому загинув сам, ліквідувавши кілька десятків вояків супротивника.

## Нагороди
- Герой Російської Федерації (посмертно, 16 листопада 1998).